# Álvaro Barreal
Álvaro Martín Barreal (Buenos Aires, Argentina, 17 de agosto de 2000) es un futbolista argentino. Juega de mediocampista o extremo por ambas bandas y su equipo actual es el Santos F. C. del Campeonato Brasileño de Serie A. 

## Trayectoria

### Vélez Sarsfield
Comenzó su estancia en Vélez Sarsfield con tan solo 7 años, e hizo todas las divisiones inferiores en el club.
Hizo su debut oficial con la camiseta de Vélez el 2 de septiembre de 2018, en un partido frente a Boca en La Bombonera, que terminaría 3 a 0 a favor del local.
A costa de sus buenas actuaciones en la temporada, Barreal fue convirtiéndose en una de las jóvenes promesas del club y de la Superliga Argentina. Marcó su primer gol oficial el 3 de febrero de 2019 en la derrota 2 a 1 de local frente a River Plate.

### FC Cincinnati
El 2 de septiembre de 2020, Barreal fue fichado por el FC Cincinnati de la Major League Soccer por tres años. Se reportó que el club estadounidense se hizo con el 75% del pase del jugador, mientras que Vélez retenía el resto. Barreal debutó en su nuevo club el 7 de octubre de 2020 en la derrota por 3-0 ante el Philadelphia Union.

## Selección nacional
Barreal representó a la selección de Argentina sub-20 que disputó el torneo COTIF 2018 en España. Anotó dos goles en cinco encuentros, torneo en que Argentina se coronó campeona.

## Estadísticas

### Clubes
Actualizado hasta su último partido disputado el 4 de agosto de 2025.
| Club                            | Div.          | Temporada     | Liga  | Liga  | Liga   | Copas nacionales | Copas nacionales | Copas nacionales | Torneos internacionales | Torneos internacionales | Torneos internacionales | Total | Total | Total  |
| Club                            | Div.          | Temporada     | Part. | Goles | Asist. | Part.            | Goles            | Asist.           | Part.                   | Goles                   | Asist.                  | Part. | Goles | Asist. |
| ------------------------------- | ------------- | ------------- | ----- | ----- | ------ | ---------------- | ---------------- | ---------------- | ----------------------- | ----------------------- | ----------------------- | ----- | ----- | ------ |
| C. A. Vélez Sarsfield Argentina | 1.ª           | 2018-19       | 10    | 1     | 0      | 3                | 0                | 0                | —                       | —                       | —                       | 13    | 1     | 0      |
| C. A. Vélez Sarsfield Argentina | 1.ª           | 2019-20       | 5     | 0     | 0      | —                | —                | —                | —                       | —                       | —                       | 5     | 0     | 0      |
| C. A. Vélez Sarsfield Argentina | Total club    | Total club    | 15    | 1     | 0      | 3                | 0                | 0                | 0                       | 0                       | 0                       | 18    | 1     | 0      |
| F. C. Cincinnati Estados Unidos | 1.ª           | 2020          | 5     | 0     | 0      | —                | —                | —                | —                       | —                       | —                       | 5     | 0     | 0      |
| F. C. Cincinnati Estados Unidos | 1.ª           | 2021          | 33    | 3     | 3      | —                | —                | —                | —                       | —                       | —                       | 33    | 3     | 3      |
| F. C. Cincinnati Estados Unidos | 1.ª           | 2022          | 34    | 5     | 7      | 2                | 3                | 0                | —                       | —                       | —                       | 36    | 8     | 7      |
| F. C. Cincinnati Estados Unidos | 1.ª           | 2023          | 36    | 7     | 7      | 5                | 1                | 3                | 3                       | 0                       | 2                       | 44    | 8     | 12     |
| F. C. Cincinnati Estados Unidos | Total club    | Total club    | 108   | 15    | 17     | 7                | 4                | 3                | 3                       | 0                       | 2                       | 118   | 19    | 22     |
| Cruzeiro E. C. · Brasil         | 1.ª           | 2024          | 28    | 2     | 4      | 3                | 0                | 0                | 11                      | 0                       | 0                       | 42    | 2     | 4      |
| Cruzeiro E. C. · Brasil         | Total club    | Total club    | 28    | 2     | 4      | 3                | 0                | 0                | 11                      | 0                       | 0                       | 42    | 2     | 4      |
| Santos F. C. · Brasil           | 1.ª           | 2025          | 14    | 5     | 0      | 3                | 0                | 0                | —                       | —                       | —                       | 17    | 5     | 0      |
| Santos F. C. · Brasil           | Total club    | Total club    | 14    | 5     | 0      | 3                | 0                | 0                | 0                       | 0                       | 0                       | 17    | 5     | 0      |
| Total carrera                   | Total carrera | Total carrera | 165   | 23    | 21     | 16               | 4                | 3                | 14                      | 0                       | 2                       | 195   | 27    | 26     |
| 1. 2. 3.                        |               |               |       |       |        |                  |                  |                  |                         |                         |                         |       |       |        |